# Relations entre la Serbie et la Syrie
Les relations entre la Serbie et la Syrie sont les relations internationales entre la république de Serbie et la République arabe syrienne. La Serbie dispose d'une ambassade à Damas, et la Syrie d'une ambassade à Belgrade.
En 2008, la Syrie n'a pas reconnu la déclaration unilatérale d'indépendance du Kosovo. Le ministre serbe des Affaires étrangères, Vuk Jeremić, s'est rendu en République arabe syrienne en mai 2009 et a rencontré Walid Muallem.
Le 13 mai 2009, l'ambassadeur de Syrie en Serbie, Majed Shadoud, a rapporté que le président syrien Bashar al-Assad avait déclaré au ministre serbe des Affaires étrangères Vuk Jeremić que son pays continuait de s'opposer à la reconnaissance de l'indépendance du Kosovo. Shadoud a cité al-Assad disant que « la Syrie appelle à une solution politique à la situation dans les Balkans et au Moyen-Orient et s'oppose à toute forme de division dans les deux régions, que des raisons religieuses, ethniques ou nationalistes soient en cause ».
Au premier semestre 2013, 432 citoyens syriens avaient demandé l'asile en Serbie.